# Orihove, Starobilsk
Orihove (în ucraineană Оріхове) este un sat în comuna Vîșneve din raionul Starobilsk, regiunea Luhansk, Ucraina.

## Demografie
Componența lingvistică a localității Orihove
     Ucraineană (96,65%)
     Rusă (3,35%)
Conform recensământului din 2001, majoritatea populației localității Orihove era vorbitoare de ucraineană (96,65%), existând în minoritate și vorbitori de rusă (3,35%).